# Cukanggenteng
Cukanggenteng is een bestuurslaag in het regentschap Bandung van de provincie West-Java, Indonesië. Cukanggenteng telt 6164 inwoners (volkstelling 2010).